# Músculo oblíquo inferior
O músculo oblíquo inferior é um músculo extraocular. Ele é responsável pela movimentação do bulbo ocular para cima e para fora da face medial.